# Svenska klubben i Paris
Svenska klubben i Paris (franska: Cercle Suédois a Paris) är en förening för svenskar i Paris. 

## Historia
Klubben grundades i oktober 1891 som Svensk-norska sällskapet (Société Suédoise-Norvégienne) och bestod av norska såväl som svenska medlemmar. Initiativet kom från Sigurd Ehrenborg som blev sällskapets förste ordförande. Efter unionsupplösningen ombildades klubben till Svenska sällskapet (Société Suédoise) och de norska medlemmarna lämnade under vänskapliga former.

### Gamla klubben
Vid grundandet hyrde sällskapet lokaler på 51 Chaussée d'Atin. 1895 flyttade man till nummer 58 på samma gata och skulle förbli där i 40 år. Lokalen innehöll två salonger, ett biljardrum och en matsal. Flera av möblerna var skänkta av Alfred Nobel som var en av de tidigaste medlemmarna.
Sällskapet var en herrklubb och inga kvinnor tilläts i lokalen. 1934 hade klubben 75 betalande medlemmar. 

### Nya klubben
I januari 1935 avgick Raoul Nordling som ordförande och ersattes av Ivan Bratt. Den senare ledde ett stort insamlingsarbete som innebar att klubben kunde flytta till nya lokaler på 242 Rue de Rivoli. I samband med flytten bytte sällskapet namn till Svenska klubben (Cercle Suédois) och kvinnor tilläts bli medlemmar.
I slutet av 2024 flyttade klubben till 6 Place de la République Dominicaine.

## Ordförande
- 1891–1897 Sigurd Ehrenborg
- 1897–1917 Gustaf Nordling
- 1917–1924 Hjalmar Ljunggren
- 1924–1926 Albert Edelfelt
- 1926–1934 Raoul Nordling
- 1934–1940 Ivan Bratt
- 1940–1954 Gustaf Nobel
- 1954–1957 Gustav Forssius
- 1957–1960 Sven Aurén
- 1972–1975 Lennart Hernod
- 1963–1966 Kjell Setterwall
- 1966–1969 Karl-Åke Sande
- 1969–1972 Sven Aurén
- 1972–1975 Nils Bertil Malmqvist
- 1975–1978 Tor Fellbom
- 1979– Nils Bertil Malmqvist